# Danh sách vua Nam-Bắc triều

## Nam triều

### Lưu Tống
| Thụy hiệu                                           | Miếu hiệu                            | Danh tính               | Thời gian trị vì | Niên hiệu                                        |
| --------------------------------------------------- | ------------------------------------ | ----------------------- | ---------------- | ------------------------------------------------ |
| Vũ Đế (武帝)                                        | Cao Tổ (高祖)                        | Lưu Dụ (劉裕)           | 420-422          | Vĩnh Sơ (永初) 420-422                           |
| Thiếu Đế (少帝)                                     |                                      | Lưu Nghĩa Phù (劉義符)  | 423-424          | Cảnh Bình (景平) 423-424                         |
| Văn Đế (文帝)                                       | Thái Tổ (太祖) hay Trung Tông (中宗) | Lưu Nghĩa Long (劉義隆) | 424-453          | Nguyên Gia (元嘉) 424-453                        |
| Nguyên Hung (元凶)                                  |                                      | Lưu Thiệu (劉劭)        | 453              | Thái Sơ (太初) 453                               |
| Hiếu Vũ Đế (孝武帝)                                 | Thế Tổ (世祖)                        | Lưu Tuấn (劉駿)         | 453-464          | Hiếu Kiến (孝建) 454-456 Đại Minh (大明) 457-464 |
| Tiền Phế Đế ((前)廢帝)                              |                                      | Lưu Tử Nghiệp (劉子業)  | 465              | Vĩnh Quang (永光) 465 Cảnh Hòa (景和) 465        |
| Minh Đế (明帝)                                      | Thái Tông (太宗)                     | Lưu Úc (劉彧)           | 465-472          | Thái Thủy (泰始) 465-471 Thái Dự (泰豫) 472      |
| Hậu Phế Đế ((後)廢帝) hay Thương Ngô Vương (蒼梧王) |                                      | Lưu Dục (劉昱)          | 473-477          | Nguyên Huy (元徽) 473-477                        |
| Thuận Đế (順帝)                                     |                                      | Lưu Chuẩn (劉準)        | 477-479          | Thăng Minh (昇明) 477-479                        |

### Nam Tề
| Thụy hiệu               | Danh tính                  | Thời gian trị vì | Niên hiệu                                   |
| ----------------------- | -------------------------- | ---------------- | ------------------------------------------- |
| Cao Đế (高帝)           | Tiêu Đạo Thành (蕭道成)    | 479-482          | Kiến Nguyên (建元) 479-482                  |
| Vũ Đế (武帝)            | Tiêu Trách (蕭賾)          | 482-493          | Vĩnh Minh (永明) 483-493                    |
| Uất Lâm Vương (鬱林王)  | Tiêu Chiêu Nghiệp (蕭昭業) | 494              | Long Xương (隆昌) 494                       |
| Hải Lăng Vương (海陵王) | Tiêu Chiêu Văn (蕭昭文)    | 494              | Diên Hưng (延興) 494                        |
| Minh Đế (明帝)          | Tiêu Loan (蕭鸞)           | 494-498          | Kiến Vũ (建武) 494-498 Vĩnh Thái (永泰) 498 |
| Đông Hôn Hầu (東昏侯)   | Tiêu Bảo Quyển (蕭寶卷)    | 499-501          | Vĩnh Nguyên (永元) 499-501                  |
| Hòa Đế (和帝)           | Tiêu Bảo Dung (蕭寶融)     | 501-502          | Trung Hưng (中興) 501-502                   |

### Lương
| Thụy hiệu                              | Danh tính                | Thời gian trị vì | Niên hiệu |
| -------------------------------------- | ------------------------ | ---------------- | --- |
| Cao Tổ Lương Vũ Đế (梁武帝)            | Tiêu Diễn (蕭衍)         | 502-549          | Thiên Giám (天監) 502-519 Phổ Thông (普通) 520-527 Đại Thông (大通) 527-529 Trung Đại Thông (中大通) 529-534 Đại Đồng (大同) 535-546 Trung Đại Đồng (中大同) 546-547 Thái Thanh (太清) 547-549 |
| Thái Tông Lương Giản Văn Đế (梁簡文帝) | Tiêu Cương (蕭綱)        | 549-551          | Đại Bảo (大寶) 550-551 |
| Dự Chương Vương (豫章王)               | Tiêu Đống (蕭棟)         | 551-552          | Thiên Chính (天正) 551-552 |
| Thế Tổ Lương Nguyên Đế (梁元帝)        | Tiêu Dịch (蕭繹)         | 552-555          | Thừa Thánh (承聖) 552-555 |
| Trinh Dương Hầu (貞陽侯)               | Tiêu Uyên Minh (蕭淵明)  | 555              | Thiên Thành (天成) 555 |
| Lương Kính Đế (梁敬帝)                 | Tiêu Phương Trí (蕭方智) | 555-557          | Thiệu Thái (紹泰) 555-556 Thái Bình (太平) 556-557 |

### Hán Quốc
| Miếu hiệu | Thụy hiệu                                | Danh tính       | Thời gian sống | Thời gian tại vị | Niên hiệu        |
| --------- | ---------------------------------------- | --------------- | -------------- | ---------------- | ---------------- |
| —         | Nguyên hoàng đế (元皇帝) (Hầu Cảnh truy) | Hầu Tiêu (侯標) |                | —                | —                |
| —         |                                          | Hầu Cảnh (侯景) | ？—552         | 551—552          | Thái Thủy (太始) |

### Hậu Lương
| Miếu hiệu | Thụy hiệu                                               | Danh tính        | Thời gian tại vị | Niên hiệu                |
| --- | ------------------------------------------------------- | ---------------- | ---------------- | ------------------------ |
| Ghi chú: Một số sử gia coi nhà Tây Lương như là sự kế tục nhà Lương do người sáng lập ra nó, Tiêu Sát (Lương Tuyên Đế), cháu nội của Tiêu Diễn (Lương Vũ Đế), người sáng lập ra nhà Lương. |                                                         |                  |                  |                          |
| Trung Tông (中宗) | Lương Tuyên Đế (梁宣帝)                                 | Tiêu Sát (蕭詧)  | 555-562          | Đại Định (大定) 555-562  |
| Thế Tông (世宗) | Lương Hiếu Minh Đế (梁孝明帝)                           | Tiêu Khuy (蕭巋) | 562-585          | Thiên Bảo (天保) 562-585 |
| Không có | Lương Hiếu Tĩnh Đế hay Lương Cử Công (梁孝靖帝, 梁莒公) | Tiêu Tông (蕭琮) | 585-587          | Quảng Vận (廣運) 562-585 |

### Trần
| Ảnh | Miếu hiệu                         | Thụy hiệu                                                  | Danh tính              | Thời gian sống | Thời gian tại vị | Niên hiệu                           |
| --- | --------------------------------- | ---------------------------------------------------------- | ---------------------- | -------------- | ---------------- | ----------------------------------- |
|     | Thái Tổ (太祖) (Trần Cao Tổ truy) | Cảnh Đế (景帝)                                             | Trần Văn Tán (陈文赞)  |                | —                | —                                   |
|     |                                   | Thủy Hưng Chiêu Liệt vương (始兴昭烈王) (Trần Cao Tổ truy) | Trần Đạo Đàm (陳道譚)  |                | —                | —                                   |
|     | Cao Tổ (高祖)                     | Vũ Đế (武帝)                                               | Trần Bá Tiên (陳霸先)  | 503—559        | 557—559          | Vĩnh Định (永定)                    |
|     | Thế Tổ (世祖)                     | Văn Đế (文帝)                                              | Trần Thiến (陳蒨)      | 522—566        | 559—566          | Thiên Gia (天嘉) Thiên Khang (天康) |
|     |                                   | Lâm Hải vương (临海王)                                     | Trần Bá Tông (陳伯宗)  | 554—570        | 566—568          | Quang Đại (光大)                    |
|     | Cao Tông (高宗)                   | Tuyên Đế (宣帝)                                            | Trần Húc (陳頊)        | 530—582        | 568—582          | Thái Kiến (太建)                    |
|     | (Trần Hậu Chủ)                    | Trường Thành Dương công (長城煬公)                         | Trần Thúc Bảo (陳叔寶) | 553—604        | 582—589          | Chí Đức (至德) Trinh Minh (禎明)    |

## Bắc triều

### Bắc Ngụy
| Thụy hiệu | Danh tính               | Thời gian trị vì | Niên hiệu |
| --- | ----------------------- | ---------------- | --- |
| Các gia đình hoàng tộc Thác Bạt đổi họ thành Nguyên (元) trong thời kỳ trị vì của Hiếu Văn Đế năm 496 vì thế họ của những người trong bảng này cũng đổi thành Nguyên kể từ đó. |                         |                  | |
| Thái Tổ Đạo Vũ Đế (道武帝) | Thác Bạt Khuê (拓拔珪)  | 386-409          | Đăng Quốc (登國) 386-396 Hoàng Thủy (皇始) 396-398 Thiên Hưng (天興) 398-404 Thiên Tứ (天賜) 404-409                                                                  |
| Thái Tông Minh Nguyên Đế (明元帝) | Thác Bạt Tự (拓拔嗣)    | 409-423          | Vĩnh Hưng (永興) 409-413 Thần Thụy (神瑞) 414-416 Thái Thường (泰常) 416-423                                                                                          |
| Thế Tổ Thái Vũ Đế (太武帝) | Thác Bạt Đảo (拓拔燾)   | 424-452          | Thủy Quang (始光) 424-428 Thần Gia (神麚) 428-431 Duyên Hòa (延和) 432-434 Thái Duyên (太延) 435-440 Thái Bình Chân Quân (太平真君) 440-451 Chính Bình (正平) 451-452 |
| Nam An Vương (南安王) | Thác Bạt Dư (拓拔余)    | 452              | Thừa Bình (承平) 452 |
| Cao Tông Văn Thành Đế (文成帝) | Thác Bạt Tuấn (拓拔濬)  | 452-465          | Hưng An (興安) 452-454 Hưng Quang (興光) 454-455 Thái An (太安) 455-459 Hòa Bình (和平) 460-465                                                                       |
| Hiến Tổ Hiến Văn Đế (獻文帝) | Thác Bạt Hoằng (拓拔弘) | 466-471          | Thiên An (天安) 466-467 Hoàng Hưng (皇興) 467-471 |
| Cao Tông Hiếu Văn Đế (孝文帝) | Nguyên Hoành (元宏)     | 471-499          | Duyên Hưng (延興) 471-476 Thừa Minh (承明) 476 Thái Hòa (太和) 477-499                                                                                                |
| Thế Tông Tuyên Vũ Đế (宣武帝) | Nguyên Khác (元恪)      | 499-515          | Cảnh Minh (景明) 500-503 Chính Thủy (正始) 504-508 Vĩnh Bình (永平) 508-512 Duyên Xương (延昌) 512-515                                                                |
| Tư Tông Hiếu Minh Đế (孝明帝) | Nguyên Hủ (元詡)        | 516-528          | Hi Bình (熙平) 516-518 Thần Quy (神龜) 518-520 Chính Quang (正光) 520-525 Hiếu Xương (孝昌) 525-527 Vũ Thái (武泰) 528                                                |
| Ấu Chủ (幼主) | Nguyên Chiêu (元釗)     | 528              | Không |
| Cảnh Tông Hiếu Trang Đế (孝莊帝) | Nguyên Tử Du (元子攸)   | 528-530          | Kiến Nghĩa (建義) 528 Vĩnh An (永安) 528-530 |
| Trường Quảng Vương (長廣王) | Nguyên Diệp (元曄)      | 530-531          | Kiến Minh (建明) 530-531 |
| Tiết Mẫn Đế (節閔帝) | Nguyên Cung (元恭)      | 531-532          | Phổ Thái (普泰) 531-532 |
| An Định Vương (安定王) | Nguyên Lãng (元朗)      | 531-532          | Trung Hưng (中興) 531-532 |
| Hiếu Vũ Đế (孝武帝) hay Xuất Đế (出帝) | Nguyên Tu (元脩)        | 532-535          | Thái Xương (太昌) 532 Vĩnh Hưng (永興) 532 Vĩnh Hi (永熙) 532-535 |

### Đông Ngụy
| Thụy hiệu             | Danht ính                  | Thời gian trị vì | Niên hiệu                                                                                            |
| --------------------- | -------------------------- | ---------------- | --- |
| Nhà Đông Ngụy 534-550 |                            |                  | |
| Hiếu Tĩnh Đế (孝靜帝) | Nguyên Thiện Kiến (元善見) | 534-550          | Thiên Bình (天平) 534-537 Nguyên Tượng (元象) 538-539 Hưng Hòa (興和) 539-542 Vũ Định (武定) 543-550 |

### Tây Ngụy
| Thụy hiệu      | Danh tính                | Thời gian trị vì | Niên hiệu                |
| -------------- | ------------------------ | ---------------- | ------------------------ |
| Văn Đế (文帝)  | Nguyên Bảo Cự (元寶炬)   | 535-551          | Đại Thống (大統) 535-551 |
| Phế Đế (廢帝)  | Nguyên Khâm (元欽)       | 552-554          | Không có                 |
| Cung Đế (恭帝) | Thác Bạt Khuếch (拓拔廓) | 554-556          | Không có                 |

### Bắc Tề
| Thụy hiệu                     | Danh tính        | Thời gian trị vì | Niên hiệu                                                             |
| ----------------------------- | ---------------- | ---------------- | --------------------------------------------------------------------- |
| Hiến Tổ Văn Tuyên Đế (文宣帝) | Cao Dương (高洋) | 550-559          | Thiên Bảo (天保) 550-559                                              |
| Phế Đế (廢帝)                 | Cao Ân (高殷)    | 559-560          | Càn Minh (乾明) 560                                                   |
| Hiếu Chiêu Đế (孝昭帝)        | Cao Diễn (高演)  | 560-561          | Hoàng Kiến (皇建) 560-561                                             |
| Thế Tổ Vũ Thành Đế (武成帝)   | Cao Trạm (高湛)  | 561-565          | Thái Ninh (太寧) 561-562 Hà Thanh (河清) 562-565                      |
| Hậu Chủ (後主)                | Cao Vĩ (高緯)    | 565-577          | Thiên Thống (天統) 565-569 Vũ Bình (武平) 570-576 Long Hóa (隆化) 576 |
| Ấu Chủ (幼主)                 | Cao Hằng (高恆)  | 577              | Thừa Quang (承光) 577                                                 |

### Bắc Chu
| Thụy hiệu                                         | Danh tính            | Thời gian trị vì | Niên hiệu                                                                                       |
| ------------------------------------------------- | -------------------- | ---------------- | ----------------------------------------------------------------------------------------------- |
| Hiếu Mẫn Đế (孝閔帝)                              | Vũ Văn Giác (宇文覺) | 557              | Không có                                                                                        |
| Thế Tông Minh Đế (明帝) hay Hiếu Minh Đế (孝明帝) | Vũ Văn Dục (宇文毓)  | 557-560          | Vũ Thành (武成) 559-560                                                                         |
| Cao Tổ Vũ Đế (武帝)                               | Vũ Văn Ung (宇文邕)  | 561-578          | Bảo Định (保定) 561-565 Thiên Hòa (天和) 566-572 Kiến Đức (建德) 572-578 Tuyên Chính (宣政) 578 |
| Tuyên Đế (宣帝)                                   | Vũ Văn Uân (宇文贇)  | 578-579          | Đại Thành (大成) 579                                                                            |
| Tĩnh Đế (靜帝)                                    | Vũ Văn Xiển (宇文闡) | 579-581          | Đại Tượng (大象) 579-581 Đại Định (大定) 581                                                    |